# Musculus flexor carpi radialis
De musculus flexor carpi radialis of radiale handbuiger is een spier die diagonaal over de voorarm loopt aan de kant van het spaakbeen (radius). Deze spier buigt (flexor) het polsgewricht (carpus) richting de buik.